# Sandvika
59°53′24″N 010°31′35″Ø / 59.89000°N 10.52639°Ø
Sandvika er det administrative centrum i Bærum kommune i Norge, ca 13km vest for Oslo. Sandvika fik bystatus 4. juni 2003. Kommunens administration, og de fleste andre offentlige tjenester, ligger i Sandvika. Sandvika by har siden slutningen af 1980'erne gennemgået store forandringer i infrastukturen, og er vokset radikalt. Sandvika er kommunens handelscenter, med Sandvika Storsenter som største indkøbscenter. Handelshøyskolen BI lå i Sandvika indtil 2005, hvor den flyttede til Nydalen i Oslo. De gamle lokaler blev året efter overtaget af Sandvika Videregående Skole.
Byen Sandvika er (pr. marts 2005) ikke geografisk afgrænset, da det er en del af et større byområde, og det er derfor vanskeligt at fastsætte byens eksakte indbyggertal og areal.